# Erigone psychrophila
Erigone psychrophila là một loài nhện trong họ Linyphiidae.
Loài này thuộc chi Erigone. Erigone psychrophila được Tord Tamerlan Teodor Thorell miêu tả năm 1871.